# Вальтер Шторп
Август Франц Вальтер Шторп (нім. August Franz Walter Storp; 2 лютого 1910, Шнеккен — 9 серпня 1981, Гослар) — німецький льотчик-ас бомбардувальної авіації, генерал-майор люфтваффе. Кавалер Лицарського хреста Залізного хреста з дубовим листям.

## Біографія
Служив у морській авіації, з 1 жовтня 1938 року — співробітник Імперського міністерства авіації.
Учасник Польської кампанії. З 1 січня 1940 року — командир ескадрильї 30-ї, з 1 березня 1940 року — 4-ї бомбардувальної ескадри. Учасник Французької і Балканської кампаній. З 31 серпня 1940 року — командир 2-ї групи 76-ї бомбардувальної ескадри, з 24 квітня 1941 року — командир 210-ї ескадри швидкісних бомбардувальників. Учасник боїв на радянсько-німецькому фронті, протягом 22 червня 1941 року пілоти його ескадри знищили на землі 344 радянські літаки і збили ще 8 в ході повітряних боїв, а всього за період з 22 червня по 26 липня 1941 року — 823 радянські літаки, 2136 різноманітних автомобілів, 194 артилерійських гармати, 83 танки, 52 потягів і 60 паровозів.
1 червня 1941 року переведений в Оперативний штаб Генштабу люфтваффе. З 1 вересня 1942 року — командир 6-ї бомбардувальної ескадри, з 11 вересня 1943 року — командувач бомбардувальною авіацією на Середземномор'ї. З 1 грудня 1943 року — начальник штабу 4-го авіакорпусу, з 14 червня 1944 року — командир 76-ї бомбардувальної ескадри, з 1 листопада 1944 року — генерал-інспектор бомбардувальної авіації.
1 лютого 1945 року очолив 5-ту авіадивізію. З 1945/48 роках перебував в англійському полоні. Працював архітектором.

## Звання
- Морський кадет (1 квітня 1928)
- Фенріх-цур-зее (1 січня 1930)
- Обер-фенріх-цур-зее (1 квітня 1931)
- Лейтенант-цур-зее (1 жовтня 1932)
- Оберлейтенант (1 квітня 1934)
- Гауптман (1 жовтня 1938)
- Майор (1 листопада 1940)
- Оберстлейтенант (1 лютого 1943)
- Оберст (1 серпня 1943)
- Генерал-майор (1 листопада 1944)

## Нагороди
- Комбінований Знак Пілот-Спостерігач (18 вересня 1936)
- Медаль «За вислугу років у Вермахті» 4-го і 3-го класу (12 років)
- Залізний хрест
  - 2-го класу (2 жовтня 1939)
  - 1-го класу (26 квітня 1940)
- Двічі відзначений у Вермахтберіхт (27 вересня і 4 листопада 1940)
- Почесний Кубок Люфтваффе (20 жовтня 1940)
- Лицарський хрест Залізного хреста з дубовим листям
  - Лицарський хрест (21 жовтня 1940)
  - Дубове листя (№ 22; 14 липня 1942)
- Авіаційна планка бомбардувальника в золоті
- Нагрудний знак «За поранення» в чорному